# كولراين
كولراين هي قرية في مقاطعة لاويس، أيرلندا. تقع بالقرب من جبال سليف بلوم. أقرب مدينة هي ماونتراث، وأقرب قرية هي كامروس. 
في عام 1828، تم تهجئة كولراين إلى كوليرين وكانت في أبرشية أوفرلين، مقاطعة كوينز (والتي تسمى الآن مقاطعة لاويس)
في عام 1855، كان لدى كولراين مطحنة ذرة ودقيق ومستوصف وثكنات للشرطة.
في عام 1901، بلغ عدد سكان أراضي بلدة كولراين 304، وبحلول عام 1911 بلغ عدد السكان 364.